# Las Carmelitas
Las Carmelitas är en ort i Mexiko.   Den ligger i kommunen Cintalapa och delstaten Chiapas, i den sydöstra delen av landet, 600 km sydost om huvudstaden Mexico City. Las Carmelitas ligger 938 meter över havet och antalet invånare är 129.
Terrängen runt Las Carmelitas är huvudsakligen kuperad. Las Carmelitas ligger uppe på en höjd. Runt Las Carmelitas är det ganska glesbefolkat, med 26 invånare per kvadratkilometer. Närmaste större samhälle är Unidad Modelo, 10,7 km nordost om Las Carmelitas. I omgivningarna runt Las Carmelitas växer i huvudsak städsegrön lövskog.